# Liste de communes d'Haïti
Les communes d'Haïti sont subdivisées en sections communales, alliant des zones rurales à des zones urbaines.
On compte 146 communes réparties en 571 sections communales.

## Administration
Les communes haïtiennes possèdent l'autonomie administrative et financière. Chacune est administrée par un conseil de trois membres élus au suffrage universel, dénommé « conseil municipal ». Le président du conseil municipal porte le titre de maire. Le maire est assisté de maires adjoints.
Le numéro d'identification délivré à chacune des communes par l'Institut haïtien de statistique et d'informatique (Ihsi) va de 0111 à 1032.

## Les plus importantes communes d'Haïti classées par population

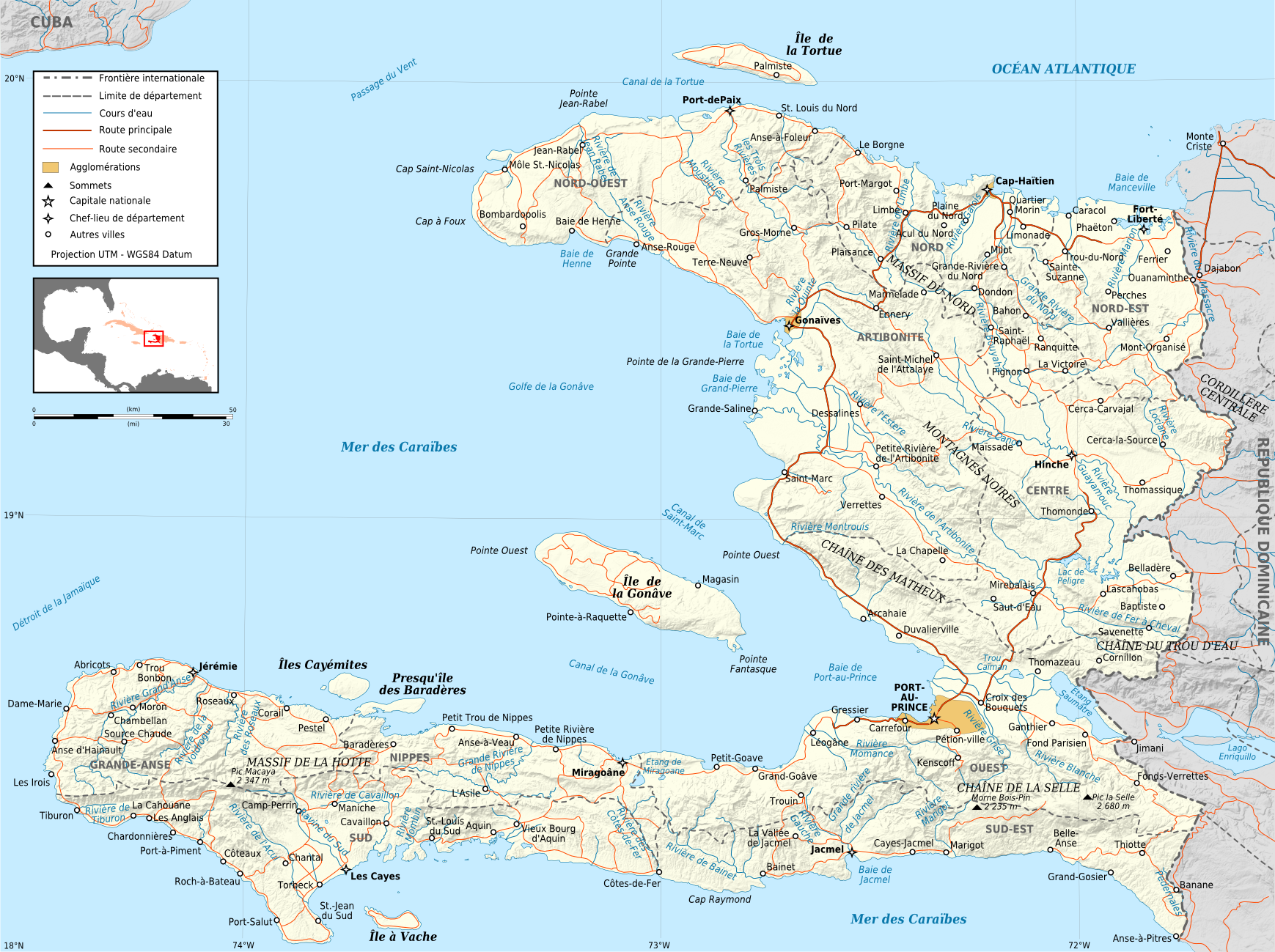
Carte des routes et villes d'Haïti

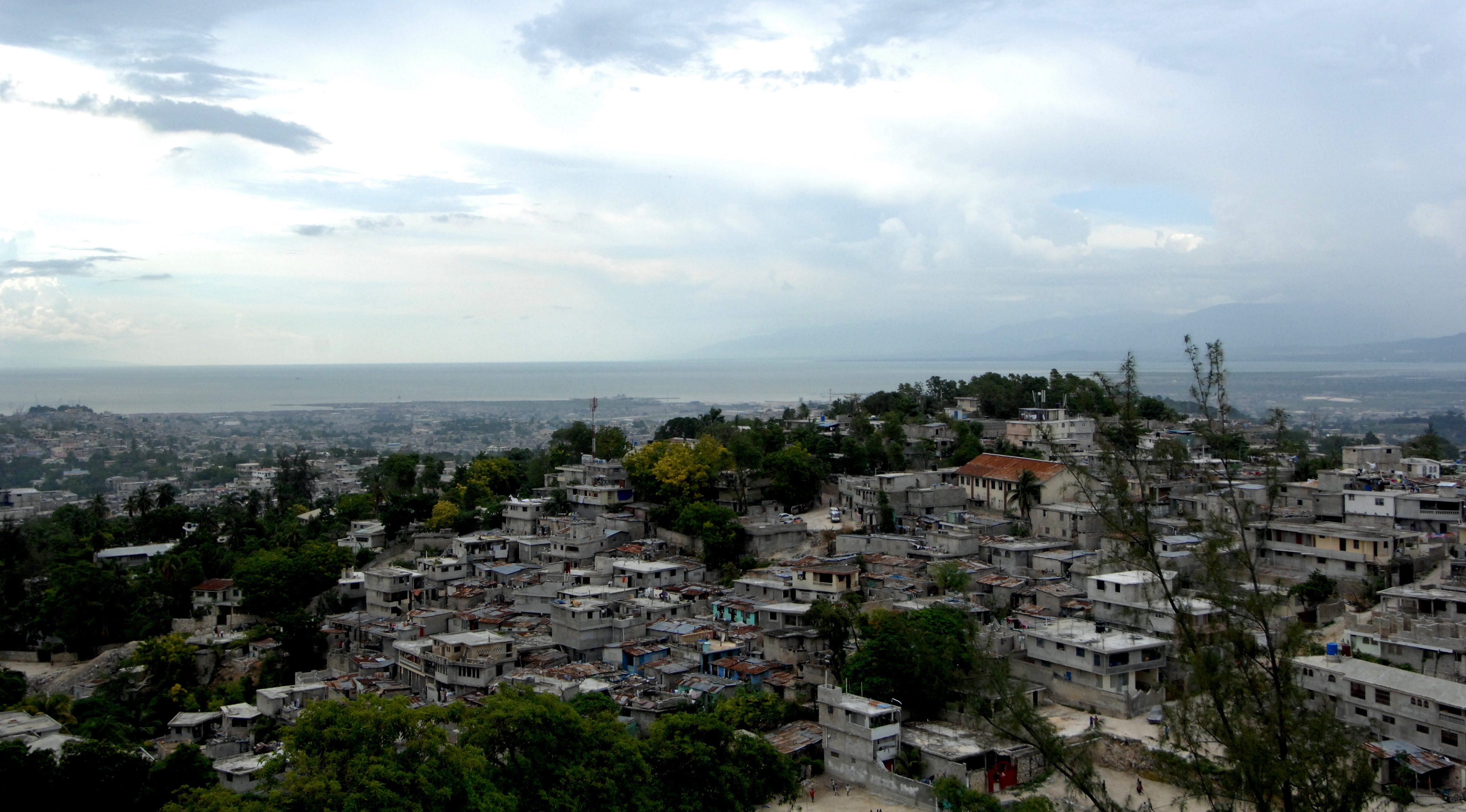
Port-au-Prince

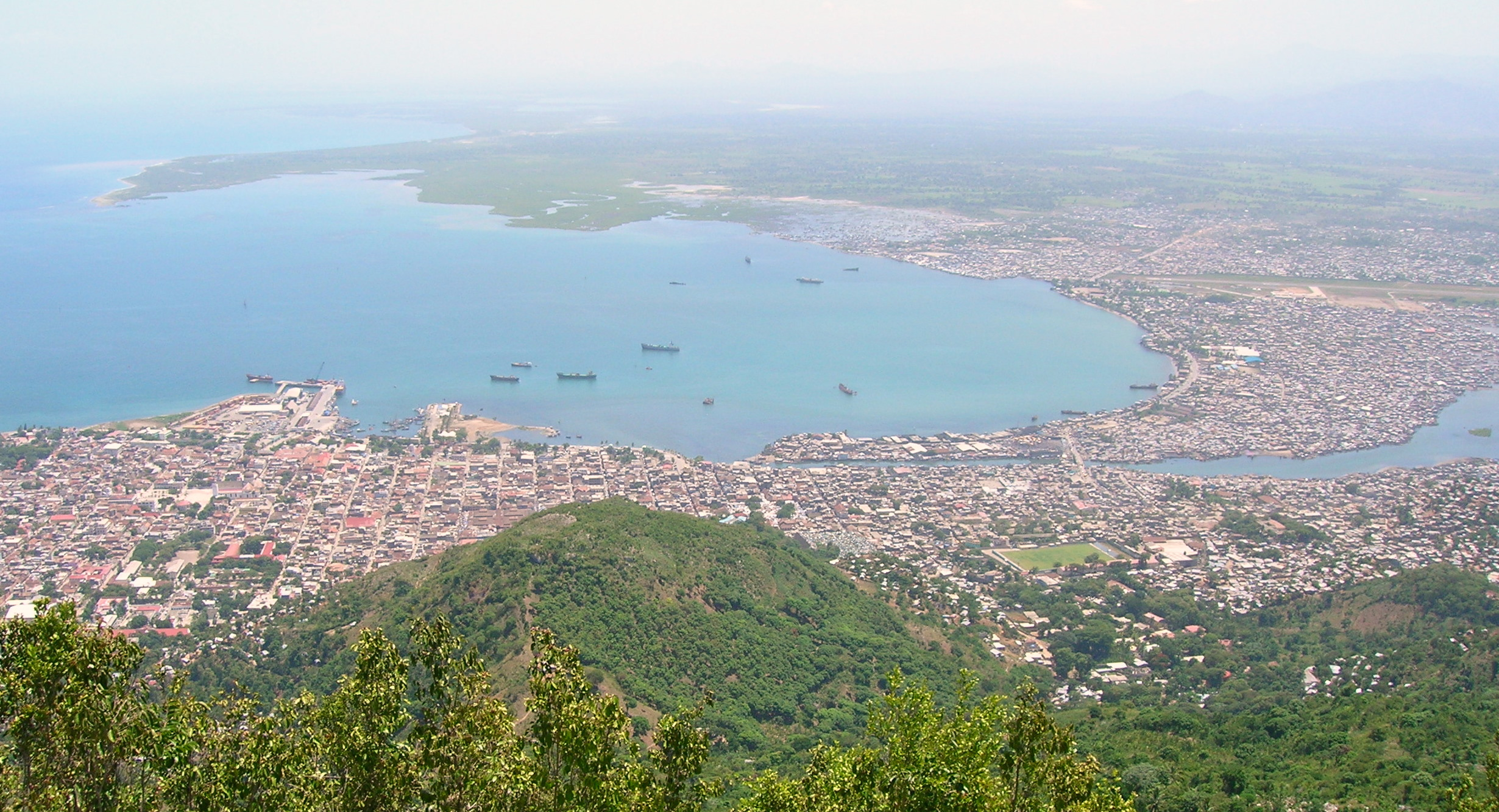
Cap-Haïtien

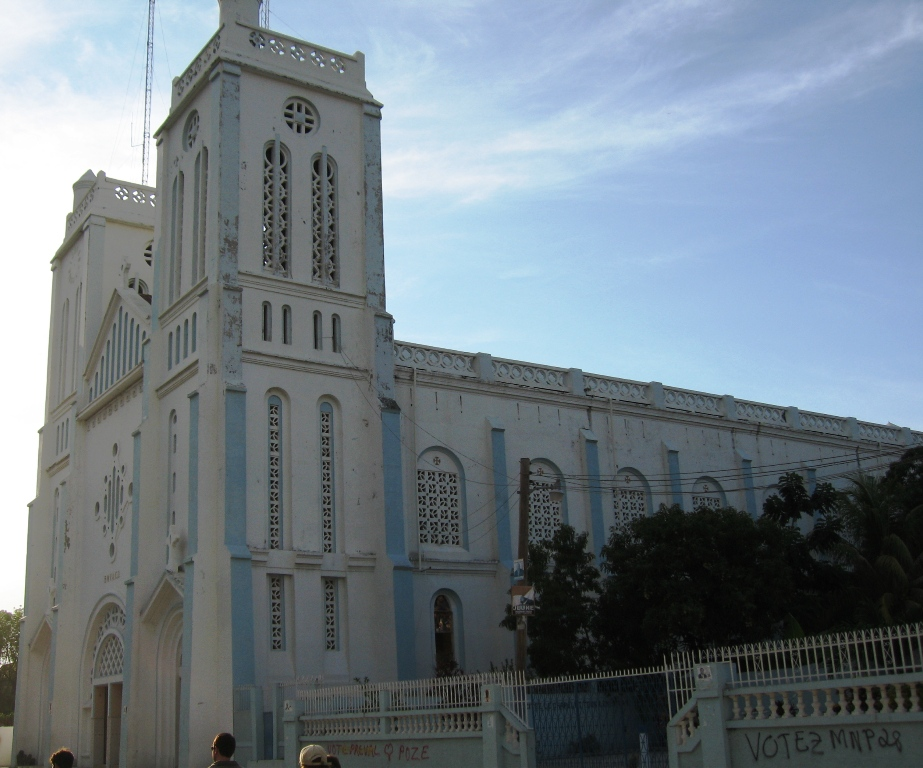
Les Cayes

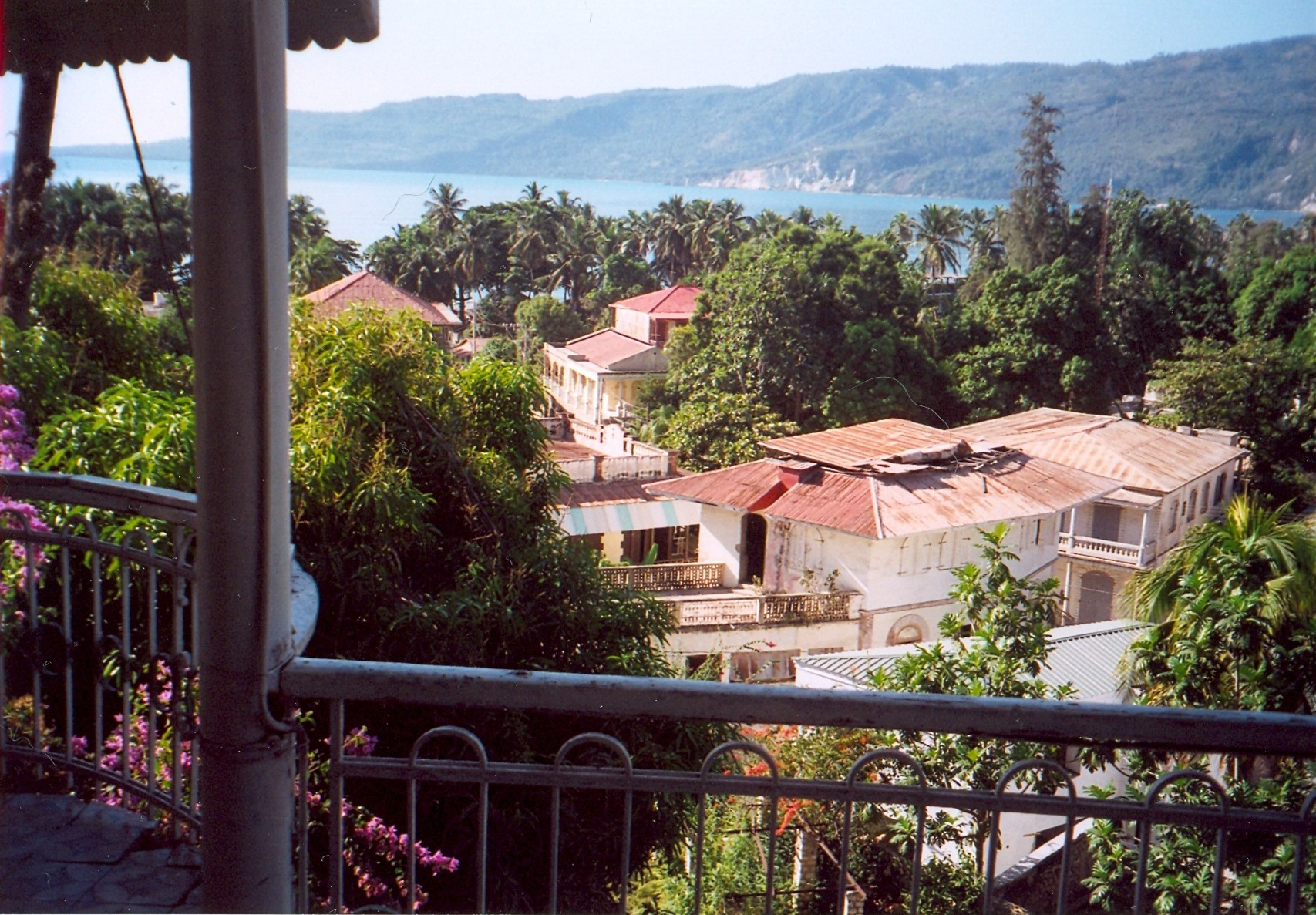
Jacmel

| Rang | Ville                          | Population | Population | Département |
| Rang | Ville                          | Cens. 1982 | Est. 2005  | Département |
| ---- | ------------------------------ | ---------- | ---------- | ----------- |
| 1.   | Port-au-Prince                 | 449 831    | 1 234 742  | Ouest       |
| 2.   | Carrefour                      | 129 470    | 439 581    | Ouest       |
| 3.   | Delmas                         | 90 000     | 377 187    | Ouest       |
| 4.   | Cap-Haïtien                    | 64 406     | 134 815    | Nord        |
| 5.   | Pétion-Ville                   | 35 333     | 108 227    | Ouest       |
| 6.   | Les Gonaïves                   | 34 209     | 84 961     | Artibonite  |
| 7.   | Saint-Marc                     | 24 165     | 66 226     | Artibonite  |
| 8.   | Les Cayes                      | 34 090     | 59 319     | Sud         |
| 9.   | Verrettes                      | 3 670      | 48 724     | Artibonite  |
| 10.  | Port-de-Paix                   | 15 540     | 34 657     | Nord-Ouest  |
| 11.  | Jacmel                         | 13 730     | 33 563     | Sud-Est     |
| 12.  | Limbé                          | 10 476     | 32 645     | Nord        |
| 13.  | Jérémie                        | 18 493     | 30 917     | Grand'Anse  |
| 14.  | Petite-Rivière-de-l'Artibonite | 10 099     | 25 760     | Artibonite  |
| 15.  | Hinche                         | 10 070     | 18 577     | Centre      |
| 16.  | Petit-Goâve                    | 7 310      | 14 531     | Ouest       |
| 17.  | Desdunes                       | 8 400      | 12 990     | Artibonite  |
| 18.  | Dessalines                     | 7 984      | 12 313     | Artibonite  |
| 19.  | Saint-Louis-du-Nord            | 7 203      | 11 844     | Nord-Ouest  |
| 20.  | Saint-Michel-de-l'Attalaye     | 7 559      | 11 736     | Artibonite  |
| 21.  | Léogâne                        | 5 782      | 11 545     | Ouest       |
| 22.  | Fort-Liberté                   | 5 012      | 11 471     | Nord-Est    |
| 23.  | Trou-du-Nord                   | 7 600      | 10 569     | Nord-Est    |
| 24.  | Ouanaminthe                    | 7 276      | 10 152     | Nord-Est    |
| 25.  | Mirebalais                     | 6 096      | 9 088      | Centre      |
| 26.  | Grande-Rivière-du-Nord         | 6 007      | 8 825      | Nord        |
| 27.  | Lascahobas                     | 3 805      | 7 564      | Centre      |
| 28.  | Anse-d'Ainault                 | 5 220      | 7 266      | Grand'Anse  |
| 29.  | Gros-Morne                     | 4 739      | 7 234      | Artibonite  |
| 30.  | Anse-à-Galets                  | 3 606      | 7 166      | Ouest       |
| 31.  | Pignon                         | 4.576      | 6.766      | Nord        |
| 32.  | Croix-des-Bouquets             | 4 365      | 6 472      | Ouest       |
| 33.  | Dame-Marie                     | 4 320      | 6 008      | Grand'Anse  |
| 34.  | Miragoâne                      | 4 327      | 6 005      | Nippes      |
| 35.  | Saint-Raphaël                  | 3 889      | 6 002      | Nord        |
| 36.  | Aquin                          | 3 820      | 5 219      | Sud         |
| 37.  | Kenscoff                       | 2 605      | 5 176      | Ouest       |
| 38.  | Ennery                         |            |            | Artibonite  |

### Sources
- (de) Cet article est partiellement ou en totalité issu de l’article de Wikipédia en allemand intitulé « Liste der Städte in Haiti » (voir la liste des auteurs).